# 克羅坦鎮區 (北卡羅萊納州戴爾縣)
克羅坦鎮區（英語：Croatan Township）是位於美國北卡羅萊納州戴爾縣的一個鎮區。

## 地方資料
克羅坦鎮區的面積為411.54平方千米，皆為陸地。根據2020年美國人口普查的數據，當地共有人口1199人，而人口密度為每平方千米2.91人。